# Antarctica New Zealand

Mapa de la Dependencia Ross, que es la parte de la Antártida reclamada por Nueva Zelanda.

Antarctica New Zealand es un instituto creado en 1996 por el Gobierno de Nueva Zelanda para gestionar sus intereses en la Antártida y el mar de Ross. Además de brindar apoyo logístico al programa científico, también ejecuta el trabajo en la Base Scott y en el pasado también en otras tales como la Base Vanda.
La participación de Nueva Zelanda en la Antártida comenzó en 1923, cuando esas actividades estaban estrechamente relacionadas con el Reino Unido. La estrecha cooperación con otras naciones ha sido una parte importante de la participación de Nueva Zelanda en la Antártida.
Desde 1959 la Base Scott ha sido la base permanente de Nueva Zelanda en la Antártida. Desde 1965 hasta 1988 el jefe de la División Antártica de Nueva Zelanda fue Bob Thornton.
En 1994 Nueva Zelanda reconoció a la Antártida como estratégicamente importante ya que es una nación del hemisferio sur. Esto dio lugar al establecimiento del instituto antártico de Nueva Zelanda, conocido como Antarctica New Zealand, el 1 de julio de 1996.
El instituto reporta a la Unidad de Política Antártica del Ministerio de Asuntos Exteriores y Comercio (MFAT). Es una entidad de la Corona británica, y tiene un CEO y un directorio. Los miembros del directorio son nombrados por un período de tres años por el ministro de Relaciones Exteriores y Comercio en consulta con el presidente del directorio. Este período puede ser extendido por el ministro hasta tres años más.
Antarctica New Zealand tiene sede en el International Antarctic Centre en Christchurch.